# باب‌اسفنجی شلوارمکعبی (فصل ۳)
 فصل سوم از مجموعه تلویزیونی انیمیشنی آمریکایی باب‌اسفنجی شلوارمکعبی، توسط استیون هیلنبرگ خلق شد، این فصل در نیکلودئون از ۵ اکتبر ۲۰۰۱ تا ۱۱ اکتبر ۲۰۰۴، و متشکل از ۲۰ قسمت پخش شد. این مجموعه نشان دهنده ماجراهای شخصیت اصلی سریال و دوستان خود را در شهر زیر آب تخیلی بیکینی باتم است. تهیه‌کننده اجرایی این فصل خالق سریال هیلنبرگ است، که همچنین به عنوان شورانر عمل کرد. هیلنبرگ تولید این مجموعه را متوقف کرد تا فیلم باب اسفنجی شلوارمکعبی را بسازد. پس از تولید فیلم، هیلنبرگ از کارش استعفا داد و پل تیبیت به عنوان کارگردان معرفی کرد. فصل ۳ در اصل برای پایان دادن به سریال پس از انتشار فیلم بود، اما موفقیت و محبوبیت سریال از پایان دادن این مجموعه جلوگیری کرد، و منجر به تولید فصل چهارم شد.